# Viva la Vida or Death and All His Friends
Viva la Vida or Death and All His Friends (с исп. и англ. — «Да здравствует жизнь или Смерть и все её друзья») или просто Viva la Vida — четвёртый студийный альбом британской рок-группы Coldplay, выпущенный 12 июня 2008 года в Великобритании лейблом Parlophone и 17 июня 2008 в США лейблом Capitol Records. Музыкальное составляющее альбома сделало уклон в жанры арт-рок и экспериментальный рок, а основная тематика текстов — любовь, жизнь, смерть, война.
Пластинка оказалась коммерчески успешной и получила высокие оценки и признание критиков. С альбома были выпущены пять синглов: «Violet Hill» и «Viva la Vida» — в мае 2008 года; «Lovers in Japan» и «Lost!» — в ноябре 2008 года; «Strawberry Swing» — в сентябре 2009 года. Заглавная песня получила колоссальный успех и оказалась первым синглом Coldplay, занявшим первые места в хит-парадах Великобритании и США одновременно, а также ворвалась в десятку самых популярных песен Coldplay во многих странах мира, включая Россию.
Viva la Vida стал самым продаваемым альбомом 2008 года и обладателем премии «Грэмми» за лучший рок-альбом, полученной на 51-й церемонии Грэмми. По состоянию на 2011 год продано более 10 миллионов копий.

## Об альбоме

### Предыстория

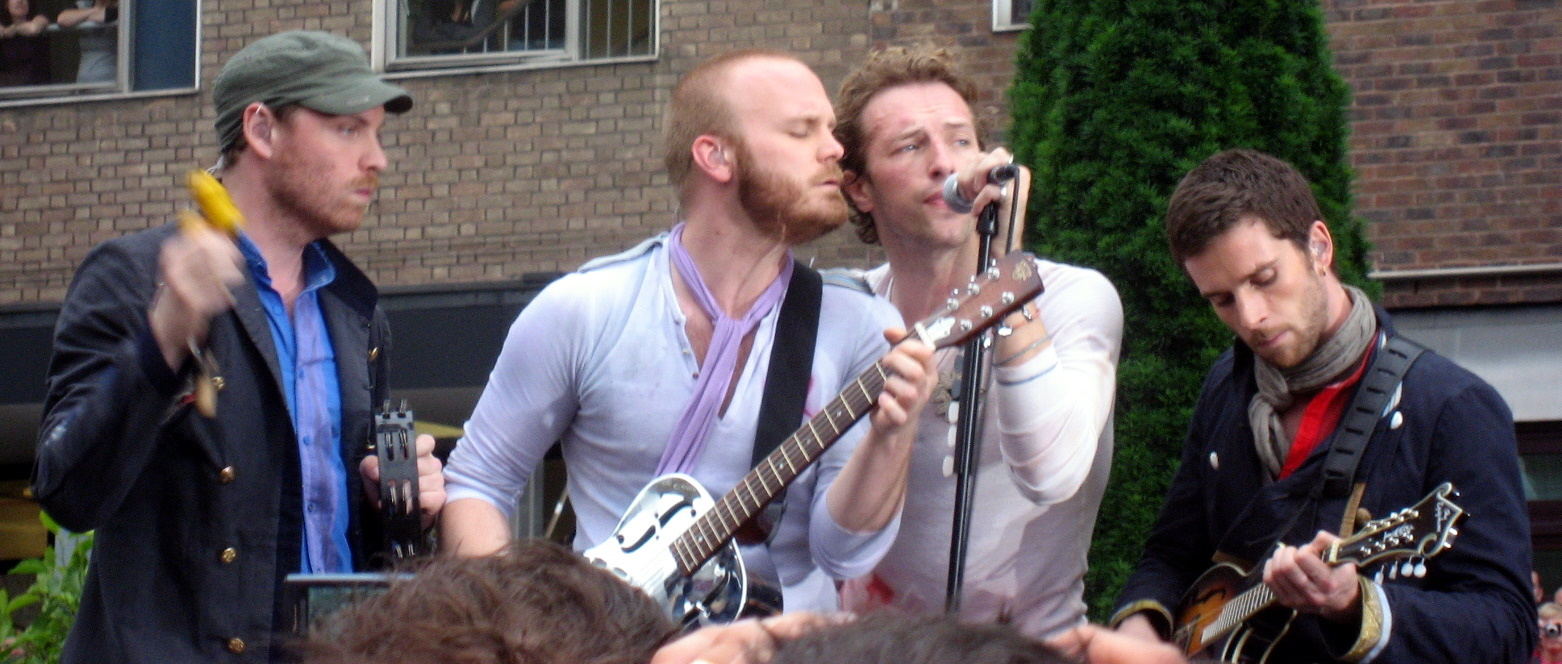
Выступление возле BBC Television Centre, Лондон, июнь 2008 года

В октябре 2006 года, через две недели после того, как у бас-гитариста Гая Берримана родился ребенок, распространились сообщения о том, что группа взяла длительный перерыв карьере. На самом деле у Coldplay правда не было планов на будущее, и они оставались в раздумьях, какую музыку им следует создавать после выпуска третьего студийного альбома X&Y. Для этого они решили нанять нового продюсера, которым стал британский эмбиэнт-музыкант Брайан Ино. Он предложил группе поэкспериментировать: создать альбом, наполненный оркестральным звучанием, характерным для арт-рока, а также сделать так, чтобы все песни с пластинки были наполнены разным звучанием. Группе такое предложение понравилось и они принялись записывать новый альбом.

### Запись
Работа над альбомом началась в ноябре 2006 года. Для поиска нового звучания музыкантам пришлось покинуть привычную обстановку. Они построили собственную студию в «The Bakery». Это место им очень понравилось, когда они гастролировали в туре Twisted Logic».
Находившись в «The Bakery» участники группы начали постепенно совершать перемены в звучании/ В большинстве песен Крис Мартин делал вокальный переход от своего фирменного высокого фальцета к более низкому регистру. В композиции «Violet Hill» гитарист Джонни Бакленд решил сделать хард-рок-звучание с помощью перегруженных пауэр-аккордов и гитарного соло. Перкуссия Уилла Чемпиона стала разнообразнее: к ударным добавились литавры и церковный колокол. Они были задействованы в заглавной песне альбома «Viva la Vida». Бас-гитарист Гай Берримен проявил себя как мультиинструменталист: В большинстве песен альбома Берриман играет на фоновых инструментах, помимо гитары, клавишных или ударных.

### Содержание
Viva la Vida — это рок-альбом, содержащий жанры альтернативный рок, арт-рок, поп-рок, инди-поп, барокко-поп и арт-поп с элементами дрим-попа.

## Обложка
На обложке альбома изображена картина французского художника Эжена Делакруа «Свобода, ведущая народ».

## Отзывы критиков
Афиша Daily писала, что с этим переломным для группы альбомом Coldplay «сумели найти баланс между стадионным статусом и интимным разговором, между мегаломанскими заскоками и радостью простых мелодий».

## Список композиций
Все песни написаны Гайем Беррименом, Джонни Баклендом, Крисом Мартином и Уиллом Чемпином, кроме отмеченных.
| №   | Название | Длительность |
| --- | --- | ------------ |
| 1.  | «Life in Technicolor» (Берримен/Баклэнд/Чемпион/Мартин/Хопкинс)                                                    | 2:29         |
| 2.  | «Cemeteries of London»                                                                                             | 3:21         |
| 3.  | «Lost!» | 3:55         |
| 4.  | «42» | 3:57         |
| 5.  | «Lovers in Japan / Reign of Love» (3:57 / 2:56)                                                                    | 6:51         |
| 6.  | «Yes» (включает скрытый трек «Chinese Sleep Chant» (3:01))                                                         | 7:06         |
| 7.  | «Viva la Vida» | 4:01         |
| 8.  | «Violet Hill» | 3:42         |
| 9.  | «Strawberry Swing»                                                                                                 | 4:09         |
| 10. | «Death and All His Friends» (включает скрытый трек «The Escapist» (2:44); Берримен/Баклэнд/Чемпион/Мартин/Хопкинс) | 6:18         |

| №   | Название                                                               | Длительность |
| --- | ---------------------------------------------------------------------- | ------------ |
| 11. | «Lost?» (японское издание и iTunes)                                    | 3:40         |
| 12. | «Lovers in Japan» (Acoustic version) (iTunes)                          | 3:55         |
| 13. | «Death Will Never Conquer» (японское издание Prospekt’s March edition) | 1:16         |

## Позиции в чартах
| Страна             | Высшая позиция | И.     |
| ------------------ | -------------- | ------ |
| Австралия          | 1              | [ 35 ] |
| Австрия            | 1              | [ 36 ] |
| Бельгия (Валлония) | 1              | [ 37 ] |
| Бельгия (Фландрия) | 1              | [ 38 ] |
| Бразилия           | 3              | [ 39 ] |
| Великобритания     | 1              | [ 40 ] |
| Венгрия            | 4              | [ 41 ] |
| Германия           | 1              | [ 42 ] |
| Греция             | 1              | [ 43 ] |
| Дания              | 1              | [ 44 ] |
| Европа             | 1              | [ 45 ] |
| Ирландия           | 1              | [ 46 ] |
| Испания            | 1              | [ 47 ] |
| Италия             | 1              | [ 48 ] |
| Канада             | 1              | [ 49 ] |
| Мексика            | 2              | [ 50 ] |
| Нидерланды         | 1              | [ 51 ] |
| Новая Зеландия     | 1              | [ 52 ] |
| Норвегия           | 1              | [ 53 ] |
| Польша             | 2              | [ 54 ] |
| Португалия         | 1              | [ 55 ] |
| США                | 1              | [ 56 ] |
| Финляндия          | 1              | [ 57 ] |
| Франция            | 1              | [ 58 ] |
| Чехия              | 2              | [ 59 ] |
| Швеция             | 1              | [ 60 ] |
| Швейцария          | 1              | [ 61 ] |
| Япония             | 3              | [ 62 ] |

## В записи участвовали
- Энди Раг — звукорежиссёр, помощник звукорежиссёра
- Энди Уоллес[англ.] — сведение
- Боб Людвиг — мастеринг
- Брайан Ино — главный продюсер, создание «звуковых пейзажей»
- Брайан Торн — звукорежиссёр, помощник звукорежиссёра
- Крис Мартин — исполнитель, вокал
- Coldplay — оформление обложки
- Дэн Грин — звукорежиссёр, помощник звукорежиссёра, фотограф
- Дэйв Холмс — управление
- Дэвид Росси[англ.] — исполнитель, струнные инструменты
- Доминик Монкс — звукорежиссёр, помощник звукорежиссёра
- Эжен Делакруа — картина на обложке
- Француа Шевалиер — звукорежиссёр, помощник звукорежиссёра
- Гай Бэрримэн — исполнитель, бас-гитара, синтезатор, акустическая гитара, губная гармошка, бэк-вокал, фотограф
- Йэн Петров — звукорежиссёр, помощник звукорежиссёра
- Джейсон Лэйдер — звукорежиссёр, помощник звукорежиссёра
- Джон О’Махони — сведение
- Джонни Баклэнд — исполнитель, электрогитара, бэк-вокал
- Джон Хопкинс — продюсер
- Маркус Дравс — сведение, продюсер
- Майкл Брауэр[англ.] — сведение
- Майкл Трепанье — звукорежиссёр, помощник звукорежиссёра
- Ольга Фитцрой — звукорежиссёр, помощник звукорежиссёра
- Фил Харви — исполнитель
- Рик Симпсон — сведение, продюсер
- Таппин Гофтон[англ.] — дизайн
- Ванесса Пэр — звукорежиссёр, помощник звукорежиссёра
- Уилл Чемпион — исполнитель, ударные, клавишные, бэк-вокал
- Уильям Паден Хэнсли — звукорежиссёр, помощник звукорежиссёра

## Нарушение авторских прав
4 декабря 2008 года известный гитарист Джо Сатриани подал в федеральный суд Лос-Анджелеса иск о нарушении Coldplay авторских прав. В иске указывалось, что мелодия песни «Viva La Vida» (2008) была скопирована с его композиции «If I Could Fly» (2004). Сатриани заявил, что намерен потребовать от Coldplay возмещения убытков, а также получить часть доходов от продаж альбома Viva la Vida or Death and All His Friends.
В сентябре 2009 года дело было закрыто. Его подробности не разглашаются, но источник Billboard утверждает, что стороны пришли к соглашению (в том числе финансовому) и Coldplay не придётся заявлять о совершении правонарушения.
Видео: Coldplay vs. Satriani